# 1871 في الولايات المتحدة
فيما يلي قوائم الأحداث التي وقعت خلال عام 1871 في الولايات المتحدة.

## أحداث
- 8 أكتوبر – حريق شيكاغو العظيم

## سياسة

### تعيين في المنصب
- 4 يناير – سيدني بيرهام حاكم مين [الإنجليزية]‏.
- 4 مارس – جون ارميا يعقوب حاكم فرجينيا الغربية  [لغات أخرى]‏.
- 4 مارس – موزيس أرمسترونغ Non-voting members of the United States House of Representatives [الإنجليزية]‏.
- 8 ديسمبر – روموالدو باتشيكو نائب حاكم كاليفورنيا [الإنجليزية]‏.
- 8 ديسمبر – نيوتن بوث حاكم كاليفورنيا.
- 14 ديسمبر – جورج هنري وليامز نائب عام الولايات المتحدة.

### انتهاء فترة المنصب
- 2 يناير – هنري غود بلاسدل حاكم نيفادا  [لغات أخرى]‏.

## ظهور
- 1 يناير – والدة ويسلر[1]

## مواليد

### يناير
- 14 يناير – لويس هاو صحفي أمريكي.[2]
- 24 يناير – توماس جاغار[3]

### فبراير
- 2 فبراير – جو روبرتس ممثل أمريكي.[4]
- 8 فبراير – بحيرة افريت، إلاي سياسي من الولايات المتحدة الأمريكية.[5]
- 8 فبراير – تشارلز باردين عالم تشريح من الولايات المتحدة الأمريكية.[6]
- 25 فبراير – أوليفر كامبل لاعب كرة مضرب من الولايات المتحدة.

### مارس
- 5 مارس – وليام نيلسون رنيون سياسي أمريكي.[7]
- 22 مارس – ستيوارت تريتلي لاعب كرة مضرب من الولايات المتحدة الأمريكية.
- 31 مارس – روبرت آدمسون

### أبريل
- 2 أبريل – جوزيف دبليو جيرارد ممثل من الولايات المتحدة الأمريكية.

### مايو
- 17 مايو – فرانك هايز ممثل من الولايات المتحدة الأمريكية.

### يونيو
- 12 يونيو – ويليام شيبرد[8]
- 18 يونيو – إدموند بريز[9]

### يوليو
- 7 يوليو – ريتشارد كارل[10]
- 17 يوليو – ليونيل فايننغر[11]

### أغسطس
- 2 أغسطس – جون الفرنسية سلون رسام أمريكي.
- 27 أغسطس – ثيودور درايزر[12]

### سبتمبر
- 26 سبتمبر – وينسر مكاي
- 28 سبتمبر – فريدريك بريستون كون سياسي أمريكي.[13]

### أكتوبر
- 2 أكتوبر – فريدريك دبليو دالنجر سياسي أمريكي.[14]
- 2 أكتوبر – كورديل هل سياسي أمريكي.[15]
- 8 أكتوبر – الأم باركر مجرمة من الولايات المتحدة الأمريكية.
- 17 أكتوبر – ثاديوس كارواي سياسي أمريكي.[16]
- 19 أكتوبر – كلايد مارتن ريد سياسي أمريكي.[17]
- 19 أكتوبر – والتر كانون[18]
- 20 أكتوبر – فريدريك بيرتون ممثل أمريكي.[19]

### نوفمبر
- 1 نوفمبر – ستيفن كرين[20]
- 4 نوفمبر – ويلر بيكهام بلادغود محامي أمريكي.
- 9 نوفمبر – جيس داندي ممثل أمريكي.
- 10 نوفمبر – وينستون تشرشل روائي أمريكي.[21]
- 19 نوفمبر – جون راند ممثل أمريكي.[22]

## وفيات

### يناير
- 1 يناير – جون ريا بارتون (مواليد 1794) جراح من الولايات المتحدة الأمريكية.[23]
- 30 يناير – إدوارد هاول (مواليد 1792) سياسي أمريكي.[24]

### فبراير
- 15 فبراير – بيتر ف كوزي (مواليد 1801) سياسي أمريكي.

### أبريل
- 28 أبريل – جيمس موراي ميسون (مواليد 1798) سياسي أمريكي.[25]

### يونيو
- 26 يونيو – أندرو جاكسون دونلسون (مواليد 1799) دبلوماسي أمريكي.[26]

### يوليو
- 9 يوليو – جون سليدل (مواليد 1793) سياسي أمريكي.[27]

### أغسطس
- 18 أغسطس – وليام نورتون شين (مواليد 1782) سياسي أمريكي.[28]

### سبتمبر
- 8 سبتمبر – جون إدواردز هولبروك (مواليد 1794)[29]
- 18 سبتمبر – جون جيمس ألين (مواليد 1797) سياسي أمريكي.[30]

### أكتوبر
- 26 أكتوبر – توماس يوينغ (مواليد 1789) سياسي أمريكي.[31]

### نوفمبر
- 26 نوفمبر – جوزيف كوجسويل (مواليد 1786) أمين مكتبة من الولايات المتحدة الأمريكية.[32]

### ديسمبر
- 13 ديسمبر – وليام كوكس إليس (مواليد 1787) سياسي أمريكي.[33]